# Léna, rêve d'étoile
 (avril 2020).
Si vous disposez d'ouvrages ou d'articles de référence ou si vous connaissez des sites web de qualité traitant du thème abordé ici, merci de compléter l'article en donnant les références utiles à sa vérifiabilité et en les liant à la section « Notes et références ».
Léna, rêve d'étoile (Find Me in Paris) est une série télévisée franco-allemande en 78 épisodes de 26 minutes créée par Jill Girling et Lori Mather-Welch et diffusée entre le 14 avril 2018 et le 21 août 2020 sur Disney Channel France et rediffusée depuis le 17 avril 2019 sur France 4.
Au Québec, la série est disponible depuis le 6 septembre 2018 sur le Club Illico, et en Belgique, depuis juillet 2019 sur La Trois[réf. souhaitée].

## Synopsis

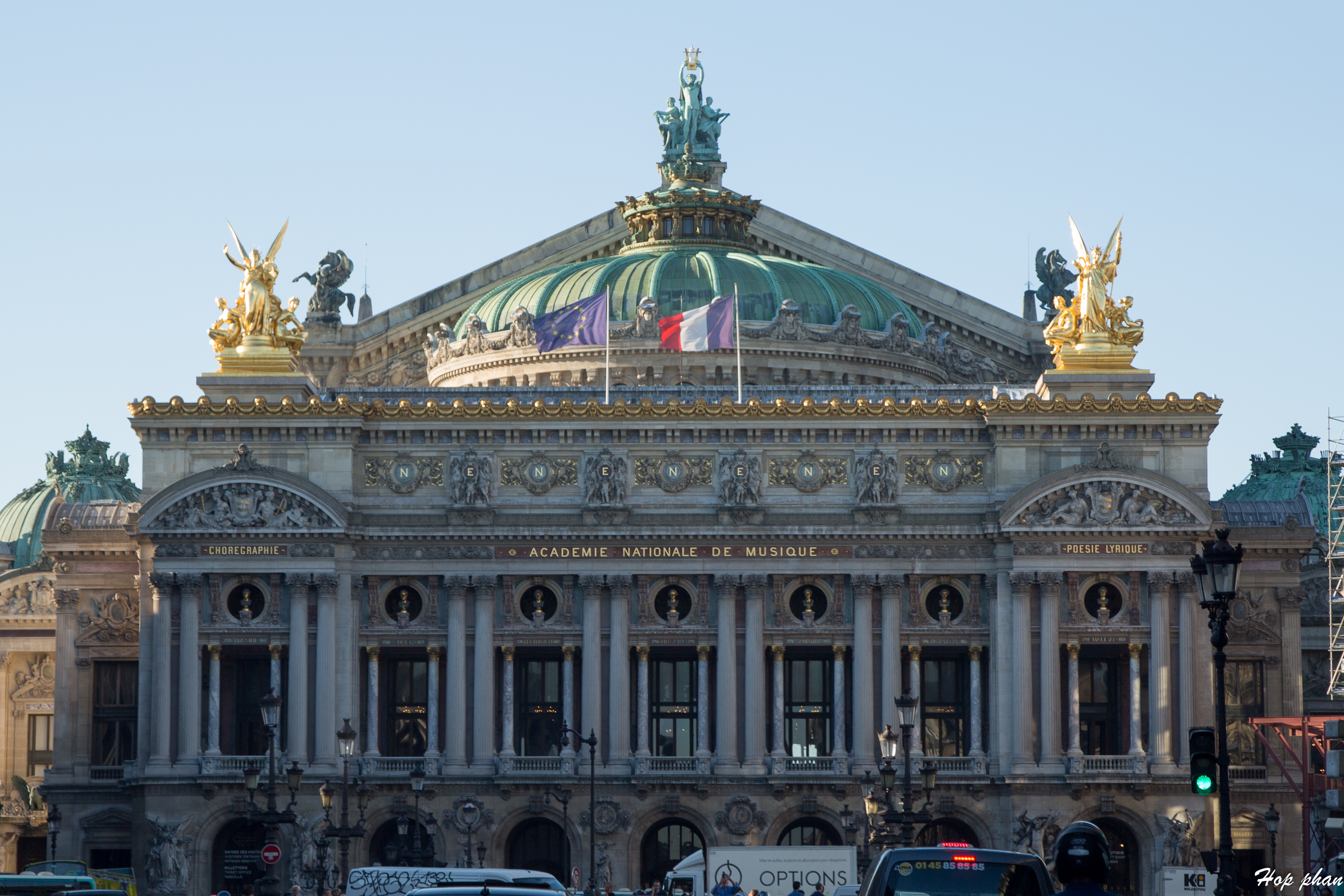
Façade de l'opéra Garnier, qui abrite le ballet de l'Opéra national de Paris.

Léna est une princesse russe qui vit en 1905 et qui a voyagé dans le futur à cause du pendentif que son petit ami Henri lui avait offert pour lui porter chance. De ce fait, elle se retrouve en 2018 et doit s'intégrer, prendre les habitudes des jeunes de cette époque et intégrer l’école de danse de l'Opéra national de Paris. Henri part à sa recherche, mais fait mal les choses et reste coincé en 1905. Léna, quant à elle, découvre une toute nouvelle vie et de nouveaux amis en 2018…

## Fiche technique
- Titre original : Find Me in Paris
- Titre en français : Léna, rêve d'étoile
- Création : Jill Girling, Lori Mather-Welch
- Réalisation : Matt Bloom
- Scénario :
- Musique : Norbert Gilbert
- Production : Cécile Lauritano, David Michel, Zoe Z Carrera Allaix
- Société(s) de production : Cottonwood Media, ZDF Enterprises, Opéra national de Paris
- Société(s) de distribution :
- Pays d'origine :  France,  Allemagne
- Langue originale : Anglais
- Budget : 12 millions d'euros (estimé)

## Distribution
| Acteur                                        | Acteur                                         | Personnage                                   | Doublage              | Saisons    | Saisons    | Saisons    |
| Acteur                                        | Acteur                                         | Personnage                                   | Doublage              | 1          | 2          | 3          |
| --------------------------------------------- | ---------------------------------------------- | -------------------------------------------- | --------------------- | ---------- | ---------- | ---------- |
| Drapeau du Royaume-Uni · Drapeau du Canada    | Jessica Lord                                   | Léna Grisky                                  | Marielle Ostrowski    | Principale | Principale | Principale |
| Drapeau du Royaume-Uni                        | Eubha Akilade                                  | Inès Lebreton                                | Héléna Coppejans      | Principale | Principale | Principale |
| Drapeau du Royaume-Uni                        | Hannah Dodd                                    | Théa Raphael                                 | Léone François        | Principale | Principale | Invitée    |
| Drapeau du Royaume-Uni                        | Rory J. Saper                                  | Max Alvarez                                  | Maxime Van Santfoort  | Principal  | Principal  |            |
| Drapeau du Royaume-Uni                        | Christy O'Donnell                              | Henri Duquet                                 | Maxime Donnay         | Principal  | Principal  | Principal  |
| Drapeau du Canada                             | Castle Rock                                    | Jeff Chase                                   | Thomas Coumans        | Principal  | Principal  | Principal  |
| Drapeau du Sri Lanka                          | Hiran Abeysekera (en)                          | Dash Khan                                    | Alessandro Bevilacqua | Principal  | Invité     |            |
| Drapeau du Royaume-Uni                        | Terique Jarrett                                | Isaac Portier                                | Laurent Bonnet        |            | Principal  | Principal  |
| Drapeau du Royaume-Uni                        | Jake Swift                                     | Nico Michaels                                | Alexandre Crépet      |            |            | Principal  |
| Drapeau du Royaume-Uni                        | Isabelle Allen                                 | Romy Jensen                                  | Camille Deleu         |            |            | Principale |
| Drapeau de l'Irlande                          | Seán Óg Cairns                                 | Frank                                        | Gauthier de Fauconval | Récurrent  | Récurrent  | Récurrent  |
| Drapeau du Royaume-Uni                        | Lawrence Walker                                | Pinky                                        | Grégory Praet         | Récurrent  | Récurrent  | Récurrent  |
| Drapeau du Royaume-Uni · Drapeau de la Sicile | Luca Varsalona                                 | Clive                                        | Fabian Finkels        | Récurrent  | Récurrent  | Récurrent  |
| Drapeau du Royaume-Uni                        | Javone Prince (en) (saison 1, invité saison 2) | Oscar                                        | Nicolas Matthys       | Récurrent  | Invité     |            |
| Drapeau du Royaume-Uni                        | Edward Kagutuzi (depuis la saison 2)           | Oscar                                        | Nicolas Matthys       |            | Récurrent  | Récurrent  |
| Drapeau de la France                          | Katherine Erhardy                              | Gabrielle Carré                              | Elle-même             | Récurrente | Récurrente | Récurrente |
| Drapeau de l'Allemagne                        | Ingo Brosch (de)                               | Victor Duquet                                | Philippe Résimont     | Récurrent  | Récurrent  | Récurrent  |
| Drapeau du Royaume-Uni                        | Chloé Fox                                      | Bree Girling                                 | Marie du Bled         | Récurrente | Récurrente | Récurrente |
| Drapeau du Royaume-Uni                        | Caitlin-Rose Lacey                             | Kennedy Mather                               | Aaricia Dubois        | Récurrente | Récurrente | Récurrente |
|                                               | Chris Baltus                                   | Etienne                                      |                       | Récurrent  |            |            |
| Drapeau du Royaume-Uni                        | Rik Young                                      | Armando Castillo                             | David Manet           | Invité     | Récurrent  | Récurrent  |
| Drapeau de la France                          | Audrey Hall                                    | Claudine Renault                             | Elle-même             | Invitée    | Récurrente | Récurrente |
| Drapeau de l'Inde                             | Rameet Rauli                                   | Lex Dosne                                    | Marie Braam           |            | Récurrente |            |
| Drapeau du Royaume-Uni                        | Louis Davison                                  | Simon                                        | Benjamin Bollen       |            |            | Récurrent  |
| Drapeau du Royaume-Uni                        | Kirsty Mitchell                                | Quinn Michaels                               | Colette Sodoyez       |            |            | Récurrente |
| Drapeau des États-Unis                        | Elisa Doughty                                  | Princesse Alexandra                          | Elle-même             | Invitée    | Invitée    | Invitée    |
| Drapeau de la Colombie                        | Manuel Pacific                                 | Reuben Bello                                 |                       | Invité     |            |            |
|                                               | Sophie Airdien                                 | Francie Parks                                |                       | Invitée    |            |            |
| Drapeau de la Belgique                        | Aran Bertetto                                  | M. Moreau                                    |                       | Invité     |            |            |
| Drapeau de la France · Drapeau des États-Unis | Dominic Gould                                  | Grand-Duc Stefan                             |                       | Invité     |            |            |
| Drapeau de l'Australie                        | Dianne Weller                                  | Janet Raphael                                | Guylaine Guibert      | Invitée    |            |            |
| Drapeau de l'Inde                             | Bharti Patel                                   | Mama Khan                                    |                       | Invitée    |            |            |
| Drapeau de la France                          | Lorie Baghdassarian                            | Tia Isabella                                 | Fanny Roy             | Invitée    |            |            |
|                                               | Katie Louise Hillyer                           | Violette                                     | Bérénice Lovenier     | Invitée    |            |            |
|                                               | Tanimola Fagbenle                              | Hugo                                         |                       | Invité     |            |            |
|                                               | Fabrice Labrana                                | Paul G                                       | Térence Rion          | Invité     |            |            |
|                                               | Leila Putcuyps                                 | Mme Pelletier                                | Marcha Van Boven      | Invitée    |            |            |
|                                               | Ronald Crooks                                  | Découvreur de talent anglais danse classique |                       | Invité     |            |            |
|                                               | Lori Mather                                    | Juges anglais danse classique                |                       | Invitée    |            |            |
| Drapeau de la France                          | David Michel                                   | Juges anglais danse classique                |                       | Invité     |            |            |
|                                               | Zoe Z Carrera Allaix                           | Juges anglais danse classique                |                       | Invitée    |            |            |
|                                               | Frédérique Barkoff                             | Infirmière                                   |                       | Invitée    |            |            |
|                                               | Christy Mourot                                 | Larbine 1                                    |                       | Invitée    |            |            |
|                                               | Lucie Devignes                                 | Larbine 2                                    |                       | Invitée    |            |            |

- Version française
  - Société de doublage : Piste Rouge
  - Direction artistique : David Macaluso

## Production
La série est produite par Cottonwood ZDF et collaboration avec l’Opéra National de Paris. Trois saisons ont été tournées.
Le tournage de la série a lieu à Paris et Bruxelles. Dans l'épisode 20 de la saison 1, on aperçoit (très furtivement) dans un centre pour enfants censé être à Paris un drapeau belge sur un mur, des bandes dessinées en néerlandais (Suske en Wiske) ainsi qu'une inscription en anglais. Le tournage de la première saison a débuté en juillet 2017 et s'est achevé en décembre 2017. Le tournage de la deuxième saison a débuté en juillet 2018 et s'est achevé en décembre 2018.

## Épisodes
| Saison | Saison | Épisodes | États-Unis    | États-Unis      | France            | France           |
| Saison | Saison | Épisodes | Début         | Fin             | Début             | Fin              |
| ------ | ------ | -------- | ------------- | --------------- | ----------------- | ---------------- |
|        | 1      | 26       | 14 avril 2018 | 20 juillet 2018 | 14 avril 2018     | 3 novembre 2018  |
|        | 2      | 26       | 16 août 2019  | 16 août 2019    | 7 septembre 2019  | 30 novembre 2019 |
|        | 3      | 26       | 21 août 2020  | 21 août 2020    | 18 septembre 2020 | 13 novembre 2020 |

### Saison 1 (2018)
| №  | #  | Titre français              | Titre original                 | Diffusion française | Diffusion originale | Code prod. |
| -- | -- | --------------------------- | ------------------------------ | ------------------- | ------------------- | ---------- |
| 1  | 1  | Le Portail de l'Opéra       | The Portal of the Opera        | 14 avril 2018       | 14 avril 2018       | 101        |
| 2  | 2  | Bienvenue au BLOK           | Rooftop Hip-Hop                | 14 avril 2018       | 14 avril 2018       | 102        |
| 3  | 3  | Le Secret de Léna           | Together Again                 | 14 avril 2018       | 14 avril 2018       | 103        |
| 4  | 4  | Un duo explosif             | Just Dance                     | 21 avril 2018       | 21 avril 2018       | 104        |
| 5  | 5  | Rendez-vous à Paris         | Pineapple Therapy              | 21 avril 2018       | 21 avril 2018       | 105        |
| 6  | 6  | Les Petites Mères           | Battle of the Tutus            | 28 avril 2018       | 28 avril 2018       | 106        |
| 7  | 7  | La Légende de la fée        | Curse of the Fairy             | 28 avril 2018       | 28 avril 2018       | 107        |
| 8  | 8  | Arabesque et Flamenco       | Twirls, Spins, and Dobles      | 5 mai 2018          | 5 mai 2018          | 108        |
| 9  | 9  | Amies ou Ennemies ?         | Faux Besties                   | 5 mai 2018          | 5 mai 2018          | 109        |
| 10 | 10 | Une mère envahissante       | A Pain in the Bun              | 12 mai 2018         | 12 mai 2018         | 110        |
| 11 | 11 | Dans les tunnels de l'opéra | What Happens Under the Garnier | 19 mai 2018         | 19 mai 2018         | 111        |
| 12 | 12 | La Méthode «Relax, Max !»   | The Chill Method               | 19 mai 2018         | 19 mai 2018         | 112        |
| 13 | 13 | Une dernière danse ?        | Gone                           | 26 mai 2018         | 20 juillet 2018     | 113        |
| 14 | 14 | Le jour d'après             | Time to Face the Music         | 22 septembre 2018   | 20 juillet 2018     | 114        |
| 15 | 15 | Messages dans la cheminée   | Between the Bricks             | 22 septembre 2018   | 20 juillet 2018     | 115        |
| 16 | 16 | Hip-hop baroque             | High-Stakes Hip-Hop            | 29 septembre 2018   | 20 juillet 2018     | 116        |
| 17 | 17 | Jeux dangereux              | A Slippery Pointe              | 29 septembre 2018   | 20 juillet 2018     | 117        |
| 18 | 18 | El Barrio                   | Oh Brother                     | 6 octobre 2018      | 20 juillet 2018     | 118        |
| 19 | 19 | Secrets de famille          | Running in the Family          | 13 octobre 2018     | 20 juillet 2018     | 119        |
| 20 | 20 | Comme des frères            | Secrets and Pointes            | 13 octobre 2018     | 20 juillet 2018     | 120        |
| 21 | 21 | Toujours l'amour            | L.O.V.E                        | 20 octobre 2018     | 20 juillet 2018     | 121        |
| 22 | 22 | Un secret au musée          | They Know                      | 20 octobre 2018     | 20 juillet 2018     | 122        |
| 23 | 23 | L'autre pendentif           | Spinning Lies                  | 27 octobre 2018     | 20 juillet 2018     | 123        |
| 24 | 24 | La pression monte           | Dance 'till You Drop           | 27 octobre 2018     | 20 juillet 2018     | 124        |
| 25 | 25 | Hip-hop au l'Euro challenge | A Dangerous Game               | 3 novembre 2018     | 20 juillet 2018     | 125        |
| 26 | 26 | Dernière chance             | Showtime                       | 3 novembre 2018     | 20 juillet 2018     | 126        |

### Saison 2 (2019)
| №  | #  | Titre français                   | Titre original        | Diffusion française | Diffusion originale | Code prod. |
| -- | -- | -------------------------------- | --------------------- | ------------------- | ------------------- | ---------- |
| 27 | 1  | L'instant d'après                | Moments Later         | 7 septembre 2019    | 16 août 2019        | 201        |
| 28 | 2  | Nouvelle année, nouvelles règles | New Year, New Rules   | 7 septembre 2019    | 16 août 2019        | 202        |
| 29 | 3  | Entre deux mondes                | Out of Place          | 14 septembre 2019   | 16 août 2019        | 203        |
| 30 | 4  | Le bon partenaire                | Whatever It Takes     | 14 septembre 2019   | 16 août 2019        | 204        |
| 31 | 5  | L'heure de la revanche           | Game On               | 21 septembre 2019   | 16 août 2019        | 205        |
| 32 | 6  | Collaboration secrète            | Unexpected Allies     | 21 septembre 2019   | 16 août 2019        | 206        |
| 33 | 7  | Mission sauvetage                | Close Call            | 28 septembre 2019   | 16 août 2019        | 207        |
| 34 | 8  | Les risques du métier            | Break a Leg           | 28 septembre 2019   | 16 août 2019        | 208        |
| 35 | 9  | Le retour                        | Guess Who's Back      | 5 octobre 2019      | 16 août 2019        | 209        |
| 36 | 10 | Blok contre Blokettes            | New Kids On the BLOK  | 5 octobre 2019      | 16 août 2019        | 210        |
| 37 | 11 | Battle décisive                  | The Takeover          | 12 octobre 2019     | 16 août 2019        | 211        |
| 38 | 12 | Compétition à haut risque        | Ballet Off            | 12 octobre 2019     | 16 août 2019        | 212        |
| 39 | 13 | Le grand prix                    | Can't Beat the Elite  | 19 octobre 2019     | 16 août 2019        | 213        |
| 40 | 14 | Les couloirs du temps            | On the Run            | 19 octobre 2019     | 16 août 2019        | 214        |
| 41 | 15 | Tel père, tel fils               | Like Father, Like Son | 26 octobre 2019     | 16 août 2019        | 215        |
| 42 | 16 | Mission Cupidon                  | Spread the Love       | 26 octobre 2019     | 16 août 2019        | 216        |
| 43 | 17 | Double jeu                       | Who's the Boss        | 2 novembre 2019     | 16 août 2019        | 217        |
| 44 | 18 | L'expo-Sciences                  | The Brainy Bunch      | 2 novembre 2019     | 16 août 2019        | 218        |
| 45 | 19 | Sabotage                         | Sabotage              | 9 novembre 2019     | 16 août 2019        | 219        |
| 46 | 20 | Bas les masques                  | Mystery Princess      | 9 novembre 2019     | 16 août 2019        | 220        |
| 47 | 21 | Retour dans le futur             | Flash Forward         | 16 novembre 2019    | 16 août 2019        | 221        |
| 48 | 22 | Léna contre attaque              | Mutiny at the Garnier | 16 novembre 2019    | 16 août 2019        | 222        |
| 49 | 23 | Avis de recherche                | Lost and Found        | 23 novembre 2019    | 16 août 2019        | 223        |
| 50 | 24 | Dance off                        | One Last Chance       | 23 novembre 2019    | 16 août 2019        | 224        |
| 51 | 25 | La vérité                        | He Knows              | 30 novembre 2019    | 16 août 2019        | 225        |
| 52 | 26 | Carte blanche                    | Going Home            | 30 novembre 2019    | 16 août 2019        | 226        |

### Saison 3 (2020)
| №  | #  | Titre français             | Titre original        | Diffusion française | Diffusion originale | Code prod. |
| -- | -- | -------------------------- | --------------------- | ------------------- | ------------------- | ---------- |
| 53 | 1  | Bienvenue en 1983          | This is 1983          | 18 septembre 2020   | 21 août 2020        | 301        |
| 54 | 2  | L'Avenir de la Danse       | The Future of Dance   | 18 septembre 2020   | 21 août 2020        | 302        |
| 55 | 3  | Recherche partenaire       | Pair Up               | 18 septembre 2020   | 21 août 2020        | 303        |
| 56 | 4  | Les joies de la colocation | Trouble in Paradise   | 26 septembre 2020   | 21 août 2020        | 304        |
| 57 | 5  | La petite nouvelle         | The New Girl          | 26 septembre 2020   | 21 août 2020        | 305        |
| 58 | 6  | Le cauchemar               | Trip Down Memory Lane | 26 septembre 2020   | 21 août 2020        | 306        |
| 59 | 7  | Sous tension               | Slamming Doors        | 2 octobre 2020      | 21 août 2020        | 307        |
| 60 | 8  | Retrouvailles              | Magic Kiss            | 2 octobre 2020      | 21 août 2020        | 308        |
| 61 | 9  | Soupçons                   | Old Friends           | 2 octobre 2020      | 21 août 2020        | 309        |
| 62 | 10 | Un plan risqué             | Down to the Wire      | 9 octobre 2020      | 21 août 2020        | 310        |
| 63 | 11 | Réunion de famille         | Family Reunion        | 9 octobre 2020      | 21 août 2020        | 311        |
| 64 | 12 | Les héritiers              | The Nutcracker        | 9 octobre 2020      | 21 août 2020        | 312        |
| 65 | 13 | Une nuit avec Tchaïkovski  | Four Heirs            | 16 octobre 2020     | 21 août 2020        | 313        |
| 66 | 14 | Pacte avec l'ennemi        | The Deal              | 16 octobre 2020     | 21 août 2020        | 314        |
| 67 | 15 | Cœur ou raison             | You're All Out        | 16 octobre 2020     | 21 août 2020        | 315        |
| 68 | 16 | Opération Armando          | Operation Armando     | 23 octobre 2020     | 21 août 2020        | 316        |
| 69 | 17 | Reconversion               | What If               | 23 octobre 2020     | 21 août 2020        | 317        |
| 70 | 18 | Incroyables talents        | Who's Got Talent      | 23 octobre 2020     | 21 août 2020        | 318        |
| 71 | 19 | Mauvaise surprise          | Only the Best         | 30 octobre 2020     | 21 août 2020        | 319        |
| 72 | 20 | La grande évasion          | Rescue Mission        | 30 octobre 2020     | 21 août 2020        | 320        |
| 73 | 21 | Projet secret              | Video Undercover      | 30 octobre 2020     | 21 août 2020        | 321        |
| 74 | 22 | Agent double               | Time to Train         | 6 novembre 2020     | 21 août 2020        | 322        |
| 75 | 23 | Souvenirs                  | No Dance Today        | 6 novembre 2020     | 21 août 2020        | 323        |
| 76 | 24 | Le concours                | This Is It            | 6 novembre 2020     | 21 août 2020        | 324        |
| 77 | 25 | L'élu                      | The Chosen One        | 13 novembre 2020    | 21 août 2020        | 325        |
| 78 | 26 | Lever de rideau            | Make It or Break It   | 13 novembre 2020    | 21 août 2020        | 326        |

## Diffusions internationales
| Pays | Chaîne                            | Date de diffusion | Date de diffusion | Date de diffusion | Jour de diffusion | Jour de diffusion | Jour de diffusion | Titre                | Horaire                                                    |
| Pays | Chaîne                            | Saison 1          | Saison 2          | Saison 3          | Saison 1          | Saison 2          | Saison 3          | Titre                | Horaire                                                    |
| --- | --------------------------------- | ----------------- | ----------------- | ----------------- | ----------------- | ----------------- | ----------------- | -------------------- | ---------------------------------------------------------- |
| France | Disney Channel, France 4, Okoo    | 14 avril 2018     | 7 septembre 2019  | 18 septembre 2020 | Dimanche          | Dimanche          | Vendredi          | Léna, rêve d'étoile  | 10:30 S1 10:40 S2 17:45 S3                                 |
| États-Unis | Hulu                              | 14 avril 2018     | 18 août 2019      | 21 août 2020      |                   |                   |                   | Find me in Paris     |                                                            |
| Italie | Disney Channel, DeaKids, Rai Gulp | 21 septembre 2018 | Hiver 2019        |                   | Lundi au vendredi | Lundi au vendredi |                   | Cercami a Parigi     | 20:40                                                      |
| Pologne | HBO GO, Disney Channel, TVP ABC   | 1er octobre 2018  |                   |                   |                   |                   |                   | Znajdź mnie w Paryżu |                                                            |
| Bosnie-Herzégovine | HBO Europe                        | 1er octobre 2018  |                   |                   |                   |                   |                   |                      |                                                            |
| Bulgarie | HBO Europe                        | 1er octobre 2018  |                   |                   |                   |                   |                   | Намери ме в Париж    |                                                            |
| Croatie | HBO Europe                        | 1er octobre 2018  |                   |                   |                   |                   |                   |                      |                                                            |
| Hongrie | HBO Europe                        | 1er octobre 2018  |                   |                   |                   |                   |                   | Megtalálsz Párizsban |                                                            |
| Macédoine du Nord | HBO Europe                        | 1er octobre 2018  |                   |                   |                   |                   |                   |                      |                                                            |
| République tchèque | HBO Europe                        | 1er octobre 2018  |                   |                   |                   |                   |                   |                      |                                                            |
| Roumanie | HBO Europe                        | 1er octobre 2018  |                   |                   |                   |                   |                   | Ne vedem la Paris    |                                                            |
| Serbie | HBO Europe                        | 1er octobre 2018  |                   |                   |                   |                   |                   |                      |                                                            |
| Slovaquie | HBO Europe                        | 1er octobre 2018  |                   |                   |                   |                   |                   |                      |                                                            |
| Allemagne | ZDFmediathek, ZDF, Kika           | 4 novembre 2018   |                   |                   |                   |                   |                   | Find me in Paris     |                                                            |
| Argentine Bolivie Chili Colombie Costa Rica Équateur Salvador Guatemala Honduras Mexique Nicaragua Panama Paraguay Pérou Uruguay Venezuela République dominicaine | Disney Channel                    | 13 janvier 2020   | 22 juin 2020      | 14 avril 2021     | Lundi y vendredi  | Lundi y vendredi  | Lundi y vendredi  | Encuéntrame en París | Argentine / Chili: 20pm Mexique: 20pm Colombie / Pérou:7pm |
| Catalogne | SX3                               | 20 mars 2023      | 14 juillet 2023   |                   | Samedi            | Samedi            |                   | Busca'm a París      | 21:00                                                      |

## Univers de la série

### Personnages principaux
Elena « Léna » Grisky (surnommée Chica par Max)
Léna est une jeune princesse russe de 16 ans. Elle vit en 1905, elle est passionnée par la danse classique et étudie à l'école de danse de Paris jusqu'au jour où ses parents l'obligent à retourner vivre en Russie. Elle décide alors de s'enfuir avec Henri, mais se retrouve propulsée en 2018 seule. Henri tente le tout pour la faire revenir, mais cela ne se passera pas comme prévu. Elle est donc contrainte de rester dans cette nouvelle époque où elle intégrera l'école de danse de l'Opéra de Paris et se fera de nouveaux amis. Elle découvre l'évolution de la danse et de tout le reste. Au fur et à mesure du temps qu'elle restera en 2018, elle tombera amoureuse de Max et se séparera d'Henri dans la saison 2.
Au début de la saison 3, Max décide de quitter l'école à la suite d'une blessure à la jambe (lors de la saison 2). Il rompt avec Léna à travers une lettre. Dans cette troisième saison, Léna sera de nouveau en couple avec Henri.
Henri Duquet
Henri est le petit ami de Léna, resté en 1905. Il tentera tout pour la faire revenir dans son époque, mais fera de nombreuses erreurs et mettra Léna dans une boucle temporelle. Il finira par comprendre que Léna est tombée amoureuse de son partenaire de danse Max alors ils se sépareront, mais il essaiera encore de la faire revenir à son époque. Lors de la saison 2, Henri retourne en 2018 pour retrouver Léna et se révèle être un guitariste talentueux, qui devient par la suite célèbre.
Dans la saison 3, Henri est toujours amoureux de Léna, et va aider celle-ci à vaincre le "Bureau Temporel" qui veut la capturer. Finalement elle et Henri seront de nouveau en couple.
Frank
Frank est un collecteur de temps, il forme un trio avec Clive et Pinky dont il est le chef. À eux trois, ils vont tout faire pour retrouver Léna, coincée en 2018, et mettre la main sur son pendentif. Il est amoureux de Théa. Dans la saison 3, il tombera amoureux d'Inès.
Inès Lebreton
Inès est la nouvelle meilleure amie de Léna. Elle est très intelligente et adore les sciences. Léna lui confiera son secret et elle va l'aider pour pouvoir rentrer chez elle. Elle est amoureuse de Dash, sur qui elle a une très grande influence, mais ne veut pas l'avouer. Dans la saison 3 elle tombe amoureuse de Frank, un collecteur du temps.
Jeffrey « Jeff » Chase
Jeff est le meilleur ami de Max. D'abord amoureux de ce dernier puis d'Isaac, il est ainsi le second personnage principal homosexuel de Disney Channel après celui de Cyrus Goodman dans Andi. Il aime la danse classique mais sa véritable passion est le hip-hop.
Dans la saison 3, tandis que ses amis sont admis dans la Compagnie de danse de l'Opéra de Paris , il choisit d'accepter un job en tant que chorégraphe de hip-hop à Los Angeles.
Isaac Portier
Isaac est un nouvel élève qui vient de l'école de ballet de Londres. Il se liera d'amitié avec Léna et ses amis, et notamment avec Jeff avec qui il finira par sortir.
Dans la saison 3, il est admis dans la prestigieuse compagnie de danse de l'Opéra de Paris avec Inès et Léna.
Nico Michaels
Nico est un agent d'élite du bureau temporel. Fils de Quinn, directrice du bureau, il découvre qu'il est l'un des quatre héritiers et que le bureau lui a menti toute sa vie. Sa mère l'a abandonné au bureau quand il avait 6 ans en lui faisant croire que c'était un pensionnat. Nico est inscrit à l'école de danse de l'opéra de Paris mais il a téléchargé ses connaissances. Il est amoureux de Léna. Il aidera Léna à vaincre sa mère. A la fin de la saison 3, il aidera Léna à diriger le Bureau avec Frank. Léna l'enverra à la recherche de sa mère qui fait partie des voyageurs du temps disparus.
Romy Jensen
Demi-sœur de Léna, Romy est une jeune danseuse très douée. Elle rencontre Léna et ses amis dans le Sud et réussit à convaincre Armando de lui laisser suivre les cours de première division avec son partenaire et meilleur ami Simon. De retour à Paris, elle va suivre des cours de quatrième division avant de tenter d'intégrer l'école de danse de l'opéra de Paris. Elle réussira à la fin de la saison 3.
Oscar
Oscar travaille dans une horlogerie et répare les montres magiques, que l'on utilise pour voyager dans le temps. On peut dire qu'il n'est immortel que dans sa boutique, car s'il sort de sa boutique il rattrapera toutes les années qu'il a passées dans sa boutique et va devenir vieux. Mais Lex, l'agent du bureau temporel le fit redevenir jeune et lui redonna ses souvenirs en échange de la tablette qu'il a cassée lors d'une mission. C'est grâce à ça qu'il a pu sortir de sa boutique, et ne pas vieillir ni mourir.

#### Anciens personnages principaux
Dorothéa « Théa » Raphael
Théa est la rivale de Léna. Elle sort avec Max , le partenaire de danse de Léna. Elles sont souvent en compétition pour savoir qui est la meilleure danseuse étoile. Elle tombe amoureuse de Frank , un collecteur du temps dans la saison 2.
Après avoir voyagé dans le temps jusqu'en 1905 au début de la saison 3, elle se séparera de lui parce qu'elle a été admise dans une compagnie de danse comme étoile, elle finira par partir en tournée dans cette époque.
Maximus « Max » Alvarez
Max est un mystérieux élève de l'école de danse de l'Opéra de Paris et le créateur du BLOK. Il sort avec Théa, mais se sépare d'elle. Il dit qu'il est orphelin et qu'il a appris la danse dans la rue, mais on découvre qu'il est le fils d'Armando Castillo, l'un des plus célèbres professeurs de danse. Ses meilleurs amis sont Jeff et Dash même si parfois Dash et lui sont en rivalité, au fur et à mesure il tombe amoureux de Léna (qu'il surnomme Chica) tout en ignorant qu'elle a voyagé dans le temps et qu'elle doit retourner chez elle en 1905. À la suite de sa blessure à la jambe, il choisira de quitter l'école de danse et de rompre avec Léna.
Dash Khan
Dash est un garçon venant d'Angleterre pour étudier la danse à l'école de danse de l'Opéra de Paris. Il tombe amoureux d'Inès dès sa première rencontre avec elle, il sera souvent jaloux de Max, il essaiera même d'intégrer une école à Londres, mais Inès le fera changer d'avis et ils se mettront finalement en couple. Ses meilleurs amis sont Jeff et Max, malgré sa rivalité avec ce dernier. Il finira par partir pour l'école de Londres.
Clive
Clive est un collecteur de temps, il forme un trio avec Franck et Pinky. Il est assez étourdi, Frank et Pinky le considèrent comme un idiot mais sont néanmoins très attachés à lui, c'est comme un frère pour eux . Durant la saison 2, il s’est fait effacer par l'agent Lex Down du Bureau Temporel, et on peut voir clairement que Frank, qui l'a vu disparaitre sous ses yeux, a énormément de peine.
Pinky
Pinky est un collecteur de temps, il forme un trio avec Franck et Clive et il est amoureux d'Inès, la meilleure amie de Léna, même s'il semble abandonner dans la saison 3 lorsqu'il découvre qu'elle a perdu la mémoire.

### Personnages secondaires
Gabrielle Carré
Madame Carré est la directrice de l'école de danse de l'Opéra de Paris et était une danseuse étoile.
Armando Castillo
Armando est le père de Max. Il est un chorégraphe de renommée mondiale et deviendra le professeur de danse de Léna et de ses amis à l'école de l'opéra de Paris.
Victor Duquet
Victor est le père d'Henri. Il est un voyageur du temps.
Alexa « Lex » Dosne
Lex est une employée du Bureau temporel qui, lassée des tâches bureaucratiques qui lui sont confiées et envieuse de mener de vraies missions sur le terrain, va choisir d'assumer elle-même et à l'insu du Bureau la mission de mettre la main sur Léna ainsi que sur tous les autres voyageurs temporels qui échappent au contrôle de ce dernier.